# 徳守神社
徳守神社（とくもりじんじゃ）は、岡山県津山市宮脇町にある神社。津山藩総鎮守。
社格は県社で、現在は津山市街地の総鎮守として氏子に親しまれている。

## 祭神
祭神は以下の6柱。
主祭神
- 天照皇大神

その他
- 国常立尊　伊弉諾尊　月読尊　誉田別尊[1]
- 石凝姥神 （いしこりどめのかみ）

## 歴史

### 創建
社伝では、天平5年（733年）の創祀と伝えられている。社地は当初現在の津山市小田中の地にあったが、天文8年（1539年）火災に遭い社殿、宝物等ことごとく焼失した。慶長8年（1603年）美作国の18万6500石の国守大名として入封した森忠政が津山城を築くにあたり、翌9年（1604年）現在地に移して津山城下の総鎮守とした。
現在の社殿は寛文4年（1664年）2代藩主森長継が改築したものである。明治5年に県社に列せられた。
氏子は津山市の中心部56町内にわたり作州第一の大社である。例祭（秋祭）の神輿巡幸は、供奉300人を越え全長500メートルの行列になる。
「徳守」の社号は勅使として参向した清閑寺大納言藤原徳守の名に因むといわれるが定かではない。

## 境内
- 社殿

本殿は正面三間　側面三間の中山造り（入母屋造り、妻入型式）で、正面に唐破風の向拝をつけている。
軒回りにはみごとな彫刻の装飾がなされており、幣殿（釣殿）拝殿も同時期の建物として現存していることなどから、近世初期の優れた神社建築として昭和31年（1956年）に岡山県指定重要文化財に指定された。
- 鳥居

境内正面入口のもの、また北門と共に「中山鳥居」と呼ばれる独特の構造である。

## 摂末社
- 住吉神社

伝えによれば、天文8年(1539年)徳守神社社殿焼失の際、唯一再建された建物である。その後、森忠政が慶長9年（1604年）津山城下の総鎮守として、現在の地に社殿を造営。その時この地に移築されたと伝えられている。しかしながら、本殿の建築構造から建立年代を推定すると17世紀初期に遡ることができ、徳守神社本殿建立と同時期ということになる。この建物の形式は正面一間、側面一間の妻入りで一間の向拝を持ち、正面を入母屋造、背面を切妻造とし、前方に庇をつけた津山市内では最も普遍的な建造物であり、「隅木入春日造」と呼ばれている。
現在同じ建築様式で現存している建物としては、八出天満宮本殿（寛永14年（1637年）や、千代稲荷神社本殿（天保3年（1683年）（いずれも市指定文化財）（『津山の社寺建築』津山市教育委員会発行）これらと比較しても各所に古式をとどめており、数十年は先行するといわれている。
ただし、これを証明する資料としての創建札はなく、御屋根修理時のものとして一番古いもので延享4年（1774年）あとは大正3年（1914年）、昭和33年（1958年）のものが残っているだけである。大正元年（1912年）編集された『徳守神社誌』にて「元禄の頃に記されたとされる境内神社の順位は7番目に記されている神社であり、建物の規模からいっても他の境内神社と比較しても飛びぬけています。元々境内社として建立されたものではないのではないか」との記載がある。開運厄除、武道守護に利益（りやく）があるとされる。
- 恵毘須神社・寿福幸神社

商売繁盛や幸運の神で、特に恵毘須神社は商売繁盛と漁業の大漁で全国の沿岸部で広く信仰されている。四方を山に囲まれた津山のような内陸には珍しく徳守神社の境内にも鎮座している。寿福幸神社は大正4年（1915年）に南新座町内から遷された。商売繁盛、幸福金運に利益があるとされる。
- 大国主神社

出雲大社で知られる大国主命を祀る神社。縁結び、社運隆昌に利益があるとされる。
- お花宮（お花宮）

正式には「お花善神」。以前、勝間田（今の勝央町）にお花という美しい娘があり、津山藩森家の重臣原十兵衛の屋敷に行儀見習いの奉公にあがった。利発で性格がよく、十兵衛に信頼され寵愛されて子守を命ぜられていたが、ある時、ふと目を離した隙に赤児が縁から落ち、踏み石に頭をうつという事故で亡くなってしまった。お花の過失はどうしようもなく、不運を嘆き悲しんだのですが、愛児を失った原十兵衛の奥方の怒りは激しくお花を責めに責めて、とうとうなぶり殺してしまう。その後、お花の怨霊が夜な夜な屋敷にあらわれて怪異が起こり、奥方は死霊にとりつかれて狂死し、十兵衛はお花の霊を慰めるために祠を建てて神として祀った。それから祟りはなくなったといわれる。
元々の所在地は現在の大手町あたりだが、のち大円寺に移され、現在、徳守神社の境内に末社として祭られ、神となったお花善神は女性の守り神、女性に良き縁を運び、特に逆境にある婦人に霊験あらたかであるという。現在でも家庭内に悩みを持つ人、良縁の恵みを願う人、善神社に参詣する人々も少なくない。祭礼日は夏祭りが7月24日、秋祭り10月24日。なお、お花宮にも神輿があり、平成26年（2014年）10月26日の秋の例祭には徳守神社の大神輿と共に巡幸した。地元宮脇町の人々は町内の守り神として祭祀を続けている。良縁成就、婦人守護に利益があるとされる。
また徳島県東みよし町にはこのお花を祀る林下寺（お花大権現）がある。
- 高倉稲荷神社

元は渓花院（明治末に倉敷へ移転）という寺院にあったが、事故により嘉永3年（1850年）に当社に遷された。
明治32年（1899年）に千歳稲荷が合祀され今に至る。宮脇町内で善神社に合わせて祭りも行われ、多くの人々が参拝している。
五穀豊穣、商売繁盛、子孫繁栄に利益があるとされる。
- 鹿島神社・香取神社

ともに武神とされる神社で武士の守り神として祀られてきた。
津山藩総鎮守ということで、町人だけではなく、武家にも親しまれてきた。
武道守護（スポーツ）、厄災消除に利益があるとされる。
- 春日神社・八幡神社・荒神社

厄災除けの神、八幡信仰で全国に分布している武運神、あらみたまを祀る荒神社の三社。
災難厄除、交通安全、商売繁盛、身体堅固に利益があるとされる。
- 薬祖神社・秋葉神社

薬祖神社は医療の神として親しまれ、秋葉神社は火伏せの神として広く信仰されている。
身体健康、病気平癒、防火守護に利益があるとされる。
- 陰陽二柱神社

神話で初めて結婚した神。当社の主祭神「天照皇大神」の親神。伊邪那岐命・伊邪那美命（いざなぎのみこと・いざなみのみこと）をお祀りしている神社。
夫婦円満、良縁成就、子宝に利益があるとされる。
- 塞神社

文字通り疫病や災害を運ぶ禍津日神（まがつひのかみ）等の侵入を塞ぐ境界守護の神。大正4年（1915年）に南新座町内から遷された。
身体健康、厄災消除に利益があるとされる。
- 若宮

子供の成長と健康を見守る子供の守り神。
子供の健康、学業成就に利益があるとされる。

## 文化財

### 重要文化財（岡山県指定）
- 本殿

中山造り（入母屋造り、妻入型式）で、正面に唐破風の向拝をつけている。軒回りには仔細を凝らした彫刻の装飾がなされており、幣殿（釣殿）拝殿も同時期の建物として現存していることなどから、近世初期の優れた神社建築として昭和31年に県の重要文化財として指定されています。

### 津山市指定文化財

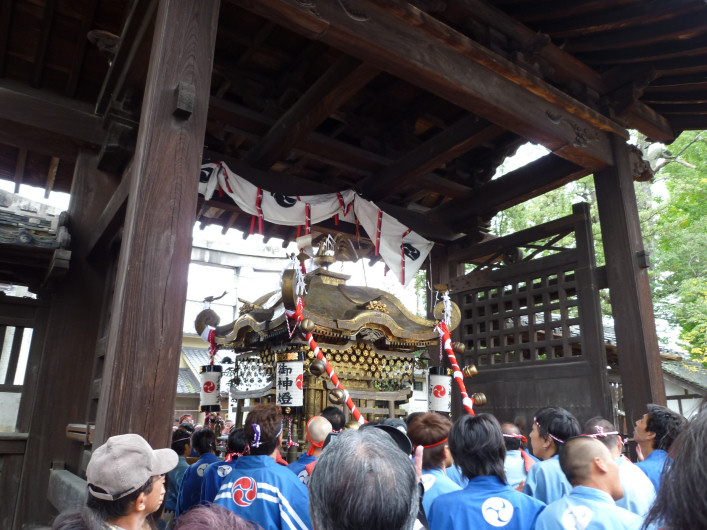
徳守神社大神輿

- 徳守神社神輿

現在の神輿は2代目であり初代神輿は、寛文4年（1664年）黒塗の神輿として新調され、明和2年（1795年）に修理された記録が残っているが現存せず。
現神輿は文化6年（1809年）岡崎屋伊兵衛らの発起により、氏子の総力を結集して金塗神輿が新調され、その後明治31年（1898年）に修理がなされ現在に至る。
この神輿の大きさは本体部分縦・横それぞれ1.7m、屋根部分たてよこそれぞれ2.1m、総高2.8m、重さは約1tといわれており、近隣に類例のない大きさを有している。
その大きさと美麗さから日本三大神輿のひとつといわれているが根拠は不明である。神輿巡幸では、交代要員を含め担ぎ手の総勢が170名程必要とされ、極めて大型の神輿である。
一時期、担ぎ手不足により衰退が危惧されたが、地元の努力、あるいは大神輿の知名度向上により、現在ではその勇壮で勢いのある姿を目にすることができる。
津山まつり（徳守神社）のメインシンボルである。
例祭（10月第4日曜日）では、神輿ご巡幸に供奉を加えて行列の長さが500メートルにも及ぶ時代絵巻が繰り広げられる。
このように長年市民に親しまれている行事であり、津山の誇れる文化遺産として評価され、平成10年8月4日に津山市教育委員会より有形民俗文化財の指定を受けた。
- 徳守神社の鉄盾

大阪の陣で使用したと伝えられる鉄製盾。鉄盾一体は、横44cm、縦91cmで、横11.5cm、縦91cmの細長い鉄板五枚を鋲で留めたものである。平成26年9月25日に津山市教育委員会より有形文化財の指定を受けた。

## エピソード
赤穂四十七士の神崎則休
境内に赤穂四十七士の一人神崎与五郎則休の歌碑「海山は中にありとも神垣の隔てぬ影や秋の夜の月」がある。神崎与五郎はもと津山藩士である。
　徳守宮を深く信仰し、討ち入りにあたっても徳守宮を拝したということである。

## 現地情報
所在地
- 岡山県津山市宮脇町5

交通アクセス
- 津山駅（JR西日本姫新線・津山線）から、
  - 徒歩15分
  - タクシーにて約8分

- 津山広域バスセンターから、ごんご小循環線にて、
  - 宮脇町下車すぐ